# Tory Kittles
Tory Kittles est un acteur américain, né le 2 août 1975 à Lawtey, en Floride.

## Filmographie

### Cinéma
- 2000 : Tigerland de Joel Schumacher : Ryan
- 2002 : Phone Game de Joel Schumacher  : reporter n°3
- 2004 : Paparazzi : Objectif chasse à l'homme de Paul Abascal  : David
- 2004 : Frankenfish de Mark Dippé  : Sam Rivers
- 2005 : Réussir ou Mourir de Jim Sheridan  : Justice
- 2005 : Dirty de Chris Fisher  : Wallace
- 2007 : Next de Lee Tamahori  : Cavanaugh
- 2008 : Stop-Loss de Kimberly Peirce  : Josh
- 2009 : Escapade fatale de David Twohy  : Sherman/Kayaker
- 2010 : Le Caméléon de Jean-Paul Salomé  : Dan Price
- 2012 : Les Saphirs (The Sapphires) de Wayne Blair  : Robby
- 2012 : The Kill Hole (uk) de Mischa Webley  : Carter
- 2014 : Braquage à l'américaine de Sarik Andreassian : Ray
- 2018 : Traîné sur le bitume (Dragged Across Concrete) de S. Craig Zahler : Henry Johns
- 2019 : Harriet de Kasi Lemmons
- 2021 : Ceux qui veulent ma mort (Those Who Wish Me Dead) de Taylor Sheridan  : Ryan

### Télévision
- 2002 : Big Shot : Confession d'un bookmaker (Big Shot: Confessions of a Campus Bookie), téléfilm d'Ernest R. Dickerson : Stevin « Hedake » Smith
- 2005 : Les Experts : Manhattan : Sean Bally (épisode 1.16)
- 2007 : Dr House - épisode #3.11 : Derek Hoyt
- 2008-2011 : Sons of Anarchy : Laroy (11 épisodes)
- 2014 : True Detective : Thomas Papania (8 épisodes)
- 2016-2018 : Colony  : Eric Broussard
- 2021 : The Equalizer : Marcus Dante